# 塞尼亞河

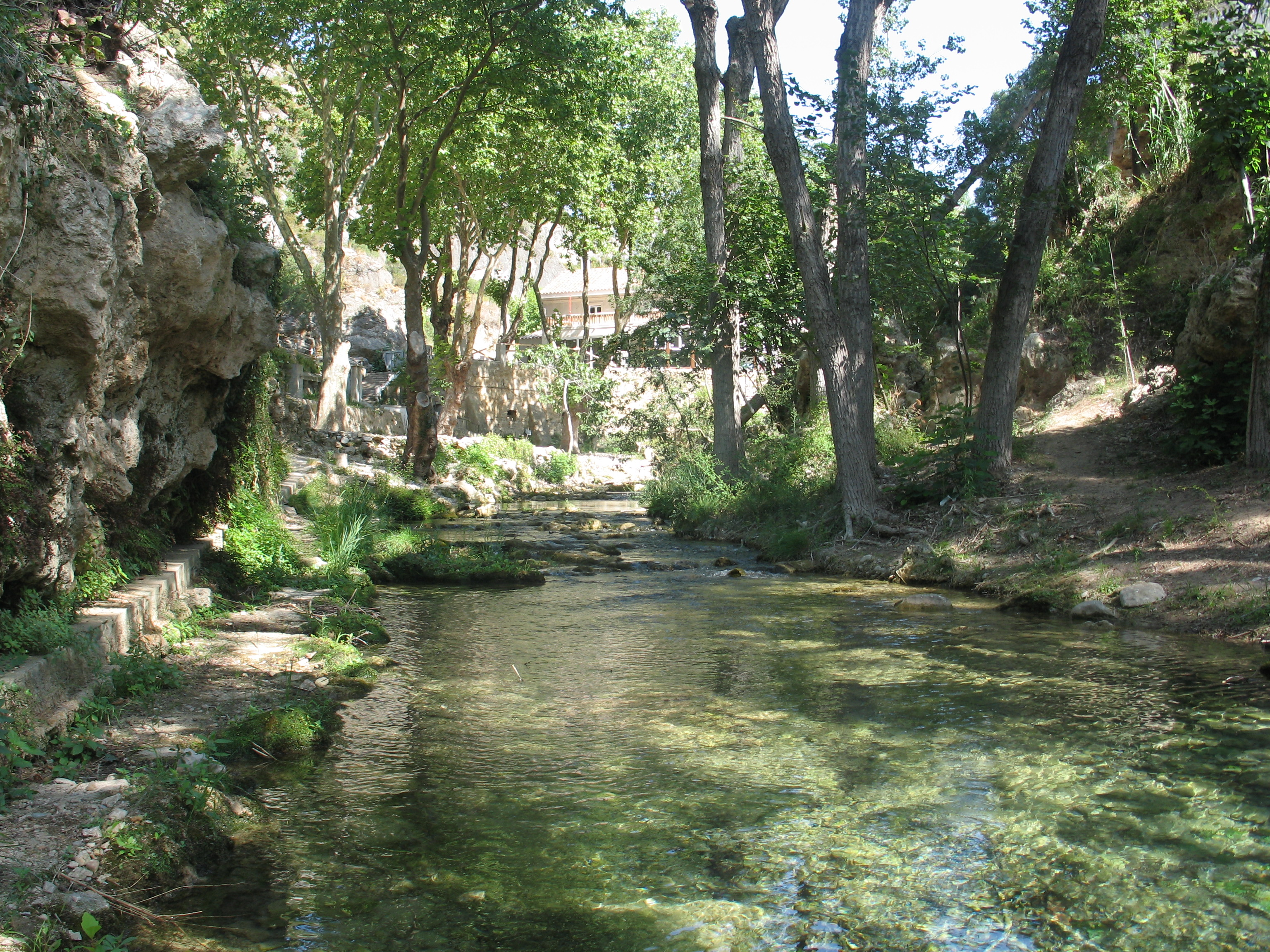
塞尼亞河

塞尼亞河（西班牙語：Río Cenia）是西班牙的河流，流經卡斯特利翁省和塔拉戈納省，河道全長49公里，流域面積197.7平方公里，最終在比納羅斯和阿爾卡納爾之間注入地中海。

## 外部連結
- Small dam at Sant Joan del Pas （文）
- Flood prevention （西班牙文）

40°38′10″N 0°15′56″E / 40.63611°N 0.26556°E